# Ödön Pártos
Ödön Pártos, także Oedoen Partos (ur. 1 października 1907 w Budapeszcie, zm. 6 lipca 1977 w Tel Awiwie) – izraelski kompozytor, skrzypek, altowiolista i pedagog pochodzenia węgierskiego.

## Życiorys
W latach 1918–1924 kształcił się w Akademii Muzycznej w Budapeszcie u Jenő Hubaya (skrzypce) i Zoltána Kodálya (kompozycja). Pełnił funkcję koncertmistrza orkiestry w Lucernie (1924–1926) i Budapeszcie (1926–1927, 1937–1938). Od 1927 do 1933 roku przebywał w Niemczech. W 1935 roku uczył gry na skrzypcach i kompozycji w konserwatorium w Baku. W 1938 roku wyemigrował do Palestyny. W latach 1938–1956 był pierwszym skrzypkiem Palestine Orchestra (późniejsza Izraelska Orkiestra Filharmoniczna). Grał też na altówce w Israel Quartet (1939–1954). Od 1951 roku był dyrektorem Akademii Muzycznej w Tel Awiwie, w 1961 roku otrzymał tytuł jej profesora. W 1954 roku otrzymał Nagrodę Izraela za fantazję symfoniczną Ein Gev. Koncertował jako solista w Izraelu, zachodniej Europie i Stanach Zjednoczonych.

## Twórczość
W swojej twórczości początkowo nawiązywał do dorobku Zoltána Kodálya i Béli Bartóka. Po 1960 roku zaczął posługiwać się swobodnie traktowaną techniką dodekafoniczną, a w latach 70. zwrócił się w stronę aleatoryzmu. W swoich utworach wykorzystywał elementy ludowej i religijnej muzyki żydowskiej.

## Wybrane kompozycje
(na podstawie materiałów źródłowych)

### Utwory orkiestrowe
- Rondo on a Sephardic Theme na smyczki (1939)
- Yizkor na skrzypce lub altówkę lub wiolonczelę i smyczki (1947)
- 2 koncerty altówkowe (I Shir Tehillah 1948, II 1957)
- fantazja symfoniczna Ein Gev (1952)
- Mourning Music (Oriental Ballad) na altówkę lub wiolonczelę i orkiestrę kameralną (1956)
- Koncert skrzypcowy (1958)
- Iltur na 12 harf (1960)
- Dmuyoth (1960)
- Tehilim na smyczki (1960)
- Sinfonia concertante na altówkę i orkiestrę (1962)
- Symphonic Movements (1966)
- Netivim (1969)
- Shiluvim na altówkę i orkiestrę kameralną (1970)
- Music na orkiestrę kameralną (1971)
- Arabesque na obój i orkiestrę kameralną (1975)

### Utwory kameralne
- 2 kwartety smyczkowe (I Concertino 1932 zrewid. 1939, II Tehilim 1960)
- Rondo na skrzypce i fortepian (1947)
- 4 Israeli Tunes na skrzypce lub altówkę lub wiolonczelę i fortepian (1948)
- Maqamat na flet i kwartet smyczkowy (1959)
- Agada na altówkę, fortepian i perkusję (1960)
- Arpiliyot na kwintet dęty (1966)
- Concertino na flet i fortepian (1969)
- 3 Fantasies na 2 skrzypiec (1972)
- Ballad na kwartet fortepianowy (1977)
- Fantasia na skrzypce, wiolonczelę i fortepian (1977)
- Invenzione a 3 (Hommage à Debussy) na flet, harfę i altówkę (1977)

### Utwory fortepianowe
- Prelude (1960)
- Metamorphoses (1971)

### Utwory wokalno-instrumentalne
- 4 Folk Songs na alt i kwartet smyczkowy (1939)
- kantata Daughter of Israel na sopran lub tenora, chór i orkiestrę (1961)
- 5 Israeli Songs na tenora, obój, fortepian i wiolonczelę (1962)